# Issa Elohim
Issa Elohim est un roman court de science-fiction de Laurent Kloetzer publié aux éditions Le Bélial' en 2018.

## Résumé
Dans un camp de réfugiés situé en Tunisie mais géré par l'agence européenne Frontex, deux irakiens et un érythréen découvrent Issa, un homme allongé nu dans le sable, lors d'une sortie nocturne non autorisée. Une rumeur enfle rapidement à son propos : il serait un Elohim, un extraterrestre qui s'incarne sur Terre, mystérieux mais porteur d'un espoir nouveau pour une planète soumis aux dérèglements climatiques et où les réfugiés se multiplient.
Valentine Ziegler, une journaliste suisse, part enquêter sur cette étrange apparition dans le but de démêler le vrai du faux. Elle rencontre Wissam, Mehdi et Joseph, les trois hommes qui ont trouvé Issa et qui ne le quittent plus. Leurs récits sont cohérents et homogènes, insinuant plus que le doute dans l'esprit pourtant rationnel de Valentine. Une personnalité politique suisse de droite, Boris Derivaz, vient également rencontrer Issa et il est témoin, en compagnie de la journaliste, d'un « swap », une soudaine disparition d'un Elohim suivie par une réapparition de l'homme nu quelques minutes après dans un rayon d'une trentaine de mètres. À la suite de cette expérience, Boris Derivaz décide de tout faire pour que la Suisse puisse accueillir cet être pour le moins exceptionnel, même si cette tentative semble très ardue car, outre le fait qu'Issa n'accepte de se déplacer qu'en compagnie de ses trois amis, la Suisse possède un arsenal de lois visant à bannir toute entrée de réfugiés sur son territoire.